# Gudrun Arnitz
Gudrun Arnitz, verheiratete Zulehner, (* 27. Oktober 1966 in Schörfling am Attersee) ist eine ehemalige österreichische Skirennläuferin. Sie gewann in der Saison 1983/84 die Abfahrtswertung im Europacup und siegte 2005 und 2007 bei der Ski & Golf-Weltmeisterschaft.

## Karriere
Arnitz besuchte die Skihauptschule in Windischgarsten. Zu Beginn der 1980er-Jahre wurde sie in den Kader des Österreichischen Skiverbandes aufgenommen. Ihre größten Erfolge erzielte sie im Europacup in der Saison 1983/84: Mit zwei Abfahrtssiegen in Puy-Saint-Vincent und Spital am Semmering sowie einem dritten Platz in der Kombination von Spital sicherte sie sich den Sieg in der Abfahrtswertung und Rang sechs im Gesamtklassement. Am Ende dieses Winters kam sie in Mont Sainte-Anne auch zu ihrem ersten Weltcupeinsatz. In der Saison 1984/85 folgten weitere Starts im Weltcup. Arnitz erreichte jedoch nie die Punkteränge und wurde daher in der Saison 1985/86 wieder ausschließlich im Europacup eingesetzt, wo Spitzenplätze aber ebenfalls ausblieben. Auch im folgenden Winter erreichte sie im Europacup keine vorderen Platzierungen, weshalb sie 1987 ihre Kaderzugehörigkeit verlor und im Alter von nur 20 Jahren ihre Karriere beendete.
Nach ihrem Karriereende absolvierte Arnitz eine Ausbildung zur Masseurin und Fitnesstrainerin. Sie heiratete ihren Freund und wurde Mutter zweier Söhne. Gudrun Zulehner, wie sie seit ihrer Heirat heißt, blieb weiterhin aktive Skiläuferin und begann mit dem Golfsport. Bei den Ski & Golf-Weltmeisterschaften wurde sie 2005 und 2007 Weltmeisterin.

## Sportliche Erfolge

### Ski & Golf-Weltmeisterschaften
- 1. Platz 2005 und 2007

### Alpiner Skieuropacup
- Saison 1983/84: 6. Gesamtwertung, 1. Abfahrtswertung
- Zwei Siege (Abfahrten in Puy-Saint-Vincent und Spital am Semmering 1983/84) und ein dritter Platz